# Consolidated Aircraft Corporation
Консолидейтед эркрафт корпорейшн (англ. Consolidated Aircraft Corporation) — американская авиастроительная корпорация, основанная в 1923 году Рубеном Флитом. Возникла слиянием компаний Gaulladet Aircraft («Галлоде Эркрафт») и Dayton-Wright Aircraft («Дейтон-Райт Эркрафт»).
Консолидейтед известна серией своих летающих лодок 1920-1930-х. Самая известная модель морского патрульного бомбардировщика фирмы «Консолидейтед» — PBY «Каталина» (PB — патрульный бомбардировщик, Y — индекс фирмы «Консолидейтед»). «Каталины» производились всю Вторую мировую и использовались союзниками. Не менее известен и тяжёлый бомбардировщик B-24 Либерейтор, который, также как и «Каталины», использовался на тихоокеанском и европейском театрах военных действий.
В 1943 году «Консолидейтед» объединилась с Vultee Aircraft («Валти Эйркрафт»), образовав концерн Consolidated Vultee Aircraft («Консолидейтед Валти Эйркрафт»), сокращённо Convair («Конвэр»).
Дженерал Дайнемикс приобрела контрольный пакет «Convair» марте 1953 года, вошедшее в её состав подразделение продолжило выпускать самолёты и их части до продажи подразделения компании МакДоннелл Дуглас в 1994 году (полное свёртывание работ произошло два года спустя, в 1996 году).
Штаб-квартира «Консолидейтед» и позже, «Convair» располагалась в Сан-Диего (штат Калифорния, США).

## Самолёты
(в скобках указан год первого полёта)
- Consolidated PT-1 Trusty Тренировочный (1923)
- Consolidated NY Тренировочный (1925)
- Consolidated PT-3 Тренировочный (1927)
- Consolidated O-17 Courier (1927)
- Consolidated P2Y (1929)
- Consolidated Fleetster (1929)
- Consolidated Commodore (1930)
- Consolidated PT-11 (1931)
- Consolidated XB2Y (1933)
- Consolidated P-30, A-11, Y1P-25 (1934)
- Consolidated PBY Catalina (1936)
- Consolidated PB2Y Coronado (1937)
- Consolidated XPB3Y не строился
- Consolidated XP4Y Corregidor или "Model 31" (1939)
- Consolidated B-24 Liberator (1939)
  - Consolidated XB-41 Liberator
  - Consolidated PB4Y-1 Liberator ВМС США
  - Consolidated C-87 Liberator Express
  - C-109 Liberator
  - Consolidated Liberator I (1941)
  - Consolidated PB4Y-2 Privateer (1944)
- Consolidated TBY Sea Wolf (1941)
- Consolidated B-32 Dominator (1942)
- Consolidated R2Y (1944)